# Roscommon
Roscommon (en irlandès Ros Comáin o "bosc de Sant Coman") és una ciutat de la República d'Irlanda, cap del Comtat de Roscommon.

## Història
El nom de la vila deriva de Coman mac Faelchon qui va construir-hi un monestir en el segle v. Els boscos vora del monestir van fer que el lloc fos conegut com a Ros Comáin (Bosc de Sant Coman). El 1945 es va trobar a Iunula un collaret d'or i dos discs datats del 2300 i 180 aC.
La vila fou la llar de la dinastia Connachta i incloïa regnes com els d'Uí Maine, Delbhna Nuadat, Síol Muirdeach, i Moylurg. També incloïa àrees conegudes com a Trícha cét, pàtria dels Túath amb personatges com Ó Conchobhair (O'Connor), Mac Diarmada (McDermott), Ó Ceallaigh (Kelly), Ó Birn (Beirne, Byrne, Burns), Mac Donnchadha (McDonough) i Brennan (Mac Branáin i Ó Branáin).